# Venice Beach
Venice Beach, gelegen in Los Angeles, is met zijn drukke boulevard een van de populairste stranden van Californië. De bijbehorende buurt Venice heeft zijn naam te danken aan het Italiaanse Venetië; dit omdat er in Venice veel kleine kanalen en sloten door de buurt lopen, net als in Venetië. In Venice woont een aantal bekende mensen, waaronder Julia Roberts en Junkie XL. In een sportscenter nabij Venice Boulevard is de fitnessrage begonnen.
In Venice Beach is in 1966 de rockgroep The Doors opgericht. Leadzanger Jim Morrison woonde destijds in Venice.

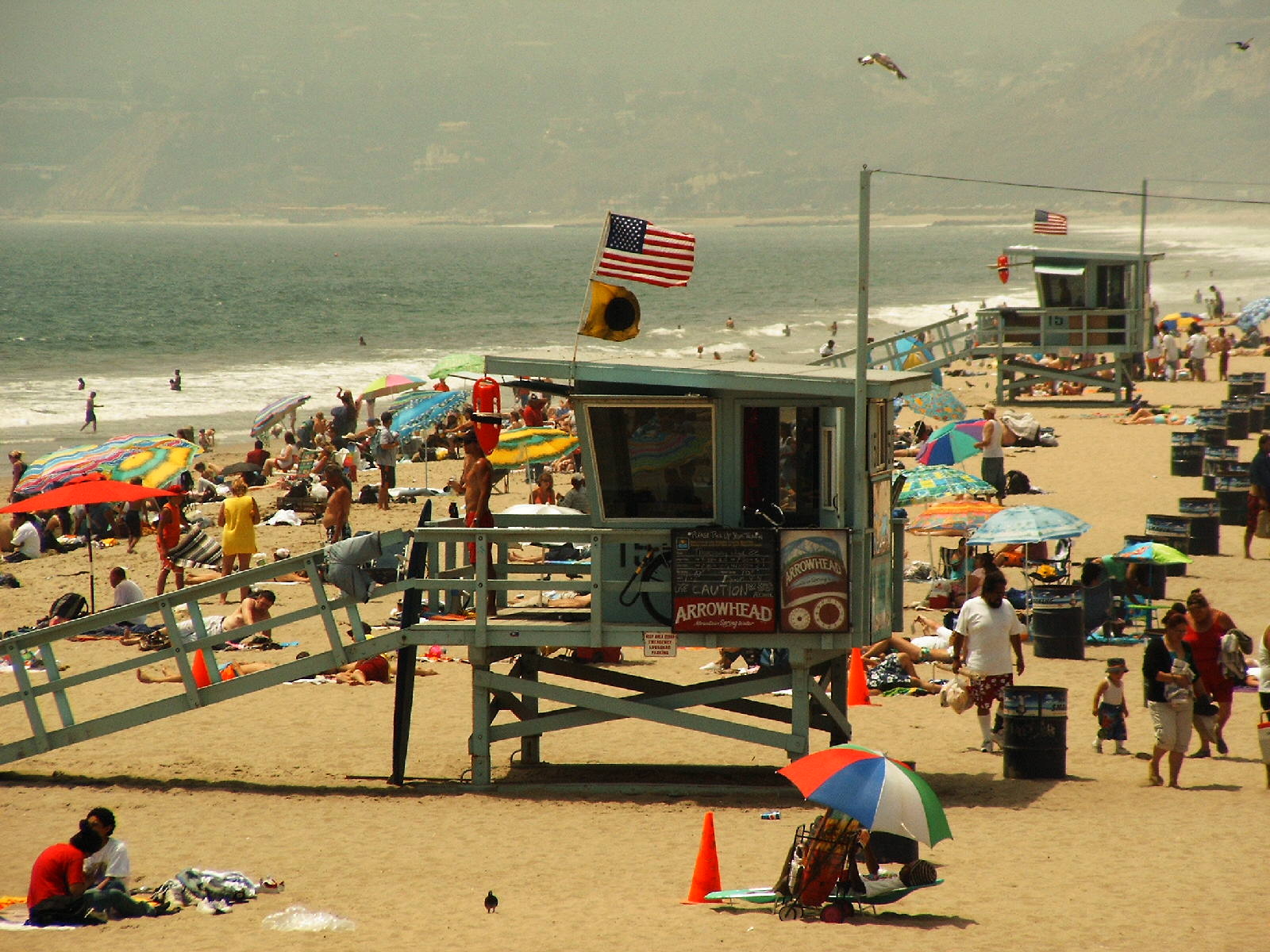
Strandwacht op Venice Beach

## Venice Beach in de media
Het strand is een onderwerp in vele publicaties. Tientallen films en honderden televisie series spelen zich af op deze locatie. Ook verscheidene computerspellen gebruiken Venice Beach als een belangrijke locatie in het spel, waaronder Grand Theft Auto V.

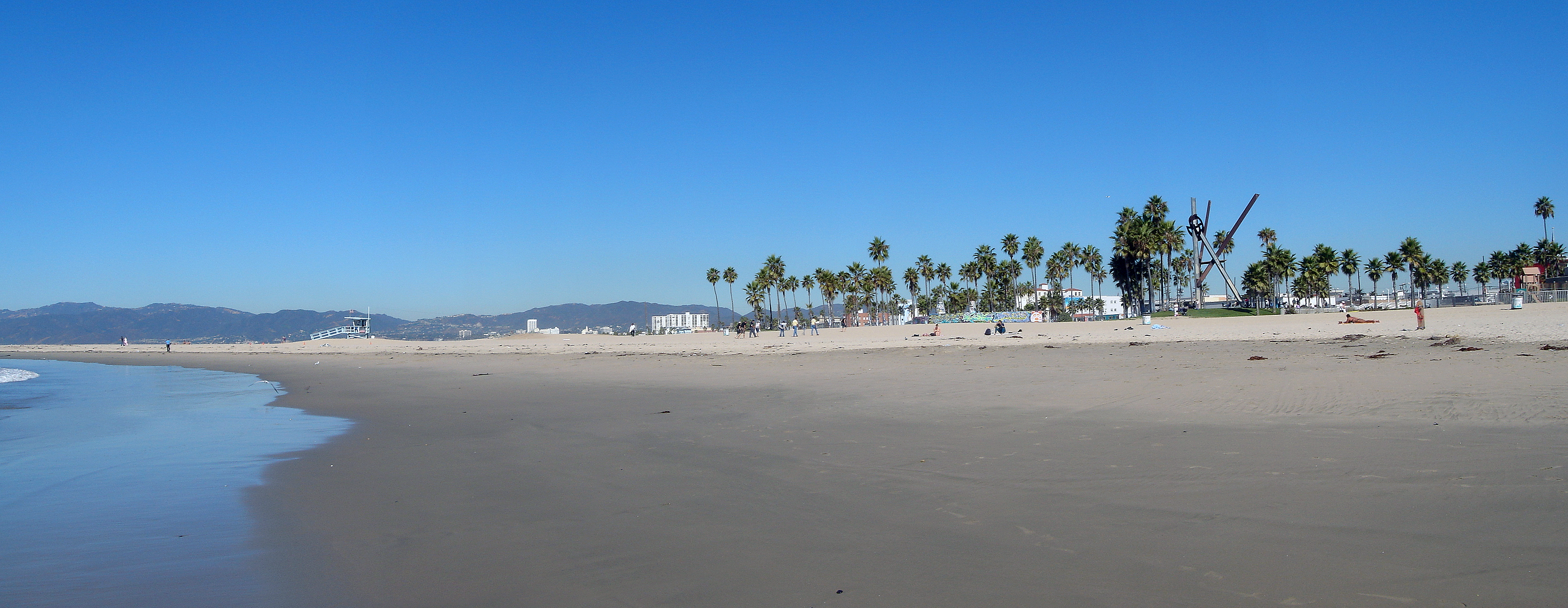
Panoramafoto van Venice Beach vanaf de Grote Oceaan